# União das Freguesias de Espariz e Sinde
União das Freguesias de Espariz e Sinde, kurz Espariz e Sinde, ist eine portugiesische Gemeinde (Freguesia) im Kreis (Concelho) von Tábua. Sie umfasst eine Fläche von 23,52 km² und hat 1004 Einwohner (Stand nach Zahlen von 2011).
Die Gemeinde entstand im Zuge der kommunalen Neuordnung Portugals nach den Kommunalwahlen am 29. September 2013, als Zusammenschluss der bisherigen Gemeinden Espariz und Sinde. Sitz der neuen Gemeinde wurde Espariz.